# أدريان لوسيرو
أدريان لوسيرو (بالإسبانية: Adrián Lucero)‏ هو لاعب كرة قدم أرجنتيني في مركز الوسط، ولد في 16 أغسطس 1984 في Las Heras, Mendoza ‏ في الأرجنتين. لعب مع أوليمبو وسكودا زانثي ونادي أبولون سميرني ونادي أيك لارنكا ونادي راسينغ ونيولز أولد بويز.

## وصلات خارجية
- أدريان لوسيرو على موقع قاعدة بيانات كرة القدم.إي يو (الإنجليزية)
- أدريان لوسيرو على موقع Soccerway.com (الإنجليزية)